# Alien Presence
Alien Presence è un film indipendente del 2009 diretto da David DeCoteau.

## Trama
Un gruppo di studenti di biologia viene chiamato in un luogo isolato per esaminare un paziente in stato di coma. Quello che essi ignorano è che il paziente è in realtà un alieno adolescente trattenuto contro la sua volontà.

## Produzione
Il regista David DeCoteau e il suo team di produzione vollero come protagonista del film l'attore Greg Sestero, a seguito di un articolo su Entertainment Weekly sul suo ruolo nel film The Room, definito il "Quarto potere dei brutti film". Essi speravano che questa scelta avrebbe creato pubblicità intorno al film.
Tuttavia, il marketing di Alien Presence non si è concentrato sul ruolo di Sestero (che non appare nemmeno nella locandina), il che potrebbe aver influito negativamente sulla performance del film.

## Accoglienza
Su IMDb Alien Presence ha un punteggio utente di 3,3 su 10. Su Rotten Tomatoes Alien Presence  non ha valutazione, il che significa che nessuno ha recensito il film.